# 吉島 (魚津市)
吉島（きちじま）は、富山県魚津市の地名。現行行政地名は吉島一丁目及び吉島二丁目と大字吉島。住居表示は一丁目及び二丁目は実施済み、大字は未実施。
当地では明治時代中期よりリンゴの栽培が行われている。

## 歴史
片貝川流域の開発により成立した。近世は新川郡加積郷所属、加賀藩領。1889年より下新川郡加積村所属となり、加積村役場が置かれた。1952年以降は魚津市の所属となった。1975年6月1日に実施された第4次住居表示により釈迦堂、北鬼江、青島、吉島、上村木の各一部が分立して吉島一丁目が、1981年3月10日に実施された第6次住居表示により吉島と上村木の各一部が合併して吉島二丁目が成立し、現在に至る。

## 主な施設

### 大字吉島
教育機関
- 魚津市立清流小学校
- 魚津市立東部中学校
- 富山県立魚津高等学校
- 新川高等学校
- かづみ認定こども園
- 吉島保育園

商業施設
- ヤマダデンキ テックランド魚津店
- ジョーシン 魚津店

その他
- 魚津市健康センター
- ベストイン魚津（ホテル）
- 建石勝神社

### 吉島一丁目
- ホテルグランミラージュ

### 吉島二丁目
- 澤田グループ本部（ノースランド本社）

## 交通
- 国道8号（魚津バイパス）
- 富山県道128号阿弥陀堂魚津停車場線
- 富山県道132号三箇吉島線
- 富山県道135号富山滑川魚津線（旧国道8号）
- 富山県道314号沓掛魚津線（旧北陸街道）

## 世帯数と人口
2025年（令和7年）5月31日現在の世帯数と人口は以下の通りである。
| 町丁・大字 | 世帯数                                  | 人口                                |
| ---------- | --------------------------------------- | ----------------------------------- |
| 吉島       | 1,000世帯（加積地区） 3世帯（道下地区） | 2,351人（加積地区） 9人（道下地区） |
| 吉島一丁目 | 83世帯（加積地区） 7世帯（道下地区）    | 140人（加積地区） 20人（道下地区）  |
| 吉島二丁目 | 125世帯                                 | 264人                               |
| 計         | 1218世帯                                | 2,784人                             |

## 小・中学校の校区
市立小・中学校に通う場合、学区は以下の通りとなる。
| 地域       | 小学校             | 中学校             |
| ---------- | ------------------ | ------------------ |
| 吉島       | 魚津市立清流小学校 | 魚津市立東部中学校 |
| 吉島一丁目 | 魚津市立清流小学校 | 魚津市立東部中学校 |
| 吉島二丁目 | 魚津市立清流小学校 | 魚津市立東部中学校 |